# Apéry-Konstante
Die Apéry-Konstante ist eine mathematische Konstante, die als Wert der Reihe
{\displaystyle \sum _{n=1}^{\infty }{\frac {1}{n^{3}}}={\frac {1}{1^{3}}}+{\frac {1}{2^{3}}}+{\frac {1}{3^{3}}}+{\frac {1}{4^{3}}}+\dotsb }
definiert ist. Das ist der Wert {\displaystyle \zeta (3)} der riemannschen ζ-Funktion an der Stelle 3. Namensgeber Roger Apéry bewies, dass {\displaystyle \zeta (3)} eine irrationale Zahl ist.

## Grundlegendes
Ihre Dezimaldarstellung bis zur 50. Nachkommastelle lautet
{\displaystyle \zeta (3)=1{,}20205{\text{ }}69031{\text{ }}59594{\text{ }}28539{\text{ }}97381{\text{ }}61511{\text{ }}44999{\text{ }}07649{\text{ }}86292{\text{ }}34049{\text{ }}\dotso } (Folge A002117 in OEIS).
Derzeit (Stand August 2020) sind 1.200.000.000.100 dezimale Nachkommastellen bekannt, ihre Berechnung wurde von Seungmin Kim am 26. Juli 2020 vollendet.
Die Konstante wurde 1735 von Euler betrachtet. Sie ist nach Roger Apéry benannt, der 1979 bewies, dass sie irrational ist. Ob sie auch transzendent ist, ist bisher nicht bekannt, auch nicht, ob sie normal ist oder ob {\displaystyle \zeta (3)/\pi ^{3}} irrational ist (mit Kreiszahl {\displaystyle \pi }). Über die Werte der Zetafunktion bei weiteren ungeraden natürlichen Zahlen weiß man – im Gegensatz zu den Werten bei geraden Zahlen – wenig: Es müssen unendlich viele der Zahlen {\displaystyle \zeta (2n+1),\,n=1,2,3,\dotsc } irrational sein, dabei mindestens eine von {\displaystyle \zeta (5),\zeta (7),\zeta (9)} und {\displaystyle \zeta (11)}.
Für das Irrationalitätsmaß {\displaystyle \operatorname {r} (\zeta )=\inf R}, wobei {\displaystyle R} die Menge der positiven reellen Zahlen {\displaystyle \rho } ist, für die höchstens endlich viele Paare positiver ganzer Zahlen {\displaystyle p} und {\displaystyle q} mit {\displaystyle \textstyle 0<{\mathopen {|}}\zeta -{\frac {p}{q}}{\mathclose {|}}<{\frac {1}{q^{\rho }}}} existieren, sind die Schranken {\displaystyle 2\leq r(\zeta (3))<5{,}513891} bekannt, insbesondere ist {\displaystyle \zeta (3)} nicht liouvillesch.
Der Kehrwert {\displaystyle {\tfrac {1}{\zeta (3)}}=0{,}83190\,73725\,80707\,46868\dotso } (Folge A088453 in OEIS) ist die asymptotische Wahrscheinlichkeit, dass drei ganze Zahlen teilerfremd sind, und ebenso die asymptotische Wahrscheinlichkeit, dass eine ganze Zahl kubikfrei (nicht durch eine Kubikzahl größer 1 teilbar) ist. Dies sind Spezialfälle davon, dass {\displaystyle n} ganze Zahlen mit asymptotischer Wahrscheinlichkeit {\displaystyle {\tfrac {1}{\zeta (nk)}}} keine {\displaystyle k}-te Potenz größer 1 als gemeinsamen Teiler haben.

## Reihendarstellungen
Apéry verwendete die Formel
{\displaystyle \zeta (3)={\frac {5}{2}}\sum _{n=1}^{\infty }{\frac {(-1)^{n-1}}{n^{3}{\binom {2n}{n}}}}.}
Ein bereits Euler bekanntes Resultat ist
{\displaystyle \zeta (3)={\frac {1}{2}}\sum _{n=1}^{\infty }{\frac {H_{n}}{n^{2}}}}
mit den harmonischen Zahlen {\displaystyle H_{n}}. Zahlreiche verwandte Formeln wie
{\displaystyle \zeta (3)={\frac {1}{2}}\sum _{i=1}^{\infty }\sum _{j=1}^{\infty }{\frac {1}{ij(i+j)}}}
führen ebenfalls zur Apéry-Konstante.
Unter Anwendung der dirichletschen λ-Funktion und der dirichletschen η-Funktion erhält man aus {\displaystyle \zeta (z)/2^{z}=\lambda (z)/(2^{z}-1)=\eta (z)/(2^{z}-2)}  die Darstellung
{\displaystyle \zeta (3)={\frac {8}{7}}\sum _{n=0}^{\infty }{\frac {1}{(2n+1)^{3}}}={\frac {4}{3}}\sum _{n=1}^{\infty }{\frac {(-1)^{n-1}}{n^{3}}}.}
Eine schnell konvergierende Reihe stammt von Tewodros Amdeberhan und Doron Zeilberger (1997):
{\displaystyle \zeta (3)={\frac {1}{24}}\sum _{n=0}^{\infty }(-1)^{n}{\frac {A(n)\cdot (2n+1)!^{3}\cdot (2n)!^{3}\cdot n!^{3}}{(3n+2)!\cdot (4n+3)!^{3}}}}
mit {\displaystyle A(n)=126392n^{5}+412708n^{4}+531578n^{3}+336367n^{2}+104000n+12463.}
Nach Matyáš Lerch (1900):
{\displaystyle \zeta (3)={\frac {7\pi ^{3}}{180}}-2\sum _{n=1}^{\infty }{\frac {1}{n^{3}(e^{2\pi n}-1)}}}.
Simon Plouffe entwickelte diesen Ausdruck weiter:
{\displaystyle \zeta (3)={\frac {\pi ^{3}}{28}}+{\frac {16}{7}}\sum _{n=1}^{\infty }{\frac {1}{n^{3}(e^{\pi n}+1)}}-{\frac {2}{7}}\sum _{n=1}^{\infty }{\frac {1}{n^{3}(e^{2\pi n}+1)}}}
{\displaystyle \zeta (3)=28\sum _{n=1}^{\infty }{\frac {1}{n^{3}(e^{\pi n}-1)}}-37\sum _{n=1}^{\infty }{\frac {1}{n^{3}(e^{2\pi n}-1)}}+7\sum _{n=1}^{\infty }{\frac {1}{n^{3}(e^{4\pi n}-1)}}}.
Bei Max Koecher findet man folgende Reihendarstellung, durch die man beim Abbrechen an der Stelle  {\displaystyle n=7}  neun korrekte Dezimalstellen erhält:
{\displaystyle \zeta (3)={\frac {9}{8}}+\sum _{n=1}^{\infty }{\frac {4}{n^{3}\left(9n^{8}+18n^{6}+21n^{4}+4\right)}}}.

## Weitere Darstellungen

### Produktreihendarstellungen
Eine Verbindung zu den Primzahlen ist
{\displaystyle \zeta (3)=\prod _{p\ \mathrm {prim} }{\frac {1}{1-p^{-3}}}}
als Spezialfall des Euler-Produkts (Euler 1737).

### Integraldarstellungen
Für die Apéry-Konstante gibt auch einige Integraldarstellungen.
Die Werte der folgenden Integrale gehen direkt aus den betroffenen trilogarithmischen Stammfunktionen hervor:
{\displaystyle \zeta (3)=\int \limits _{0}^{1}\int \limits _{0}^{1}\int \limits _{0}^{1}{\frac {\mathrm {d} x\,\mathrm {d} y\,\mathrm {d} z}{1-xyz}}}
{\displaystyle \zeta (3)={\frac {1}{2}}\int \limits _{0}^{\infty }{\frac {x^{2}}{\mathrm {e} ^{x}-1}}\mathrm {d} x}
{\displaystyle \zeta (3)={\frac {8}{7}}\int _{0}^{1}{\frac {1}{x}}\operatorname {artanh} (x)^{2}\mathrm {d} x}
Diese drei Integrale kommen durch die sogenannten Abel-Plana-Summenformeln zustande:
{\displaystyle \zeta (3)=\int _{0}^{\infty }{\frac {\pi (-x^{2}+1)}{(x^{2}+1)^{2}}}\operatorname {sech} {\bigl (}{\frac {1}{2}}\pi x{\bigr )}^{2}\,\mathrm {d} x}
{\displaystyle \zeta (3)={\frac {2}{3}}+{\frac {4}{3}}\int _{0}^{\infty }{\frac {3x-x^{3}}{(x^{2}+1)^{3}}}\operatorname {csch} (\pi x)\,\mathrm {d} x}
{\displaystyle \zeta (3)=1+\int _{0}^{\infty }{\frac {3x-x^{3}}{(x^{2}+1)^{3}}}\exp(-\pi x)\operatorname {csch} (\pi x)\,\mathrm {d} x}
Folgende weiteren Integrale weisen ebenso Stammfunktionen auf, welche nicht als elementare Kombination der Polylogarithmen dargestellt werden können:
{\displaystyle \zeta (3)={\frac {2}{3}}\pi ^{3}\int \limits _{0}^{1}x\left(x-{\frac {1}{2}}\right)(x-1)\cot(\pi x)\mathrm {d} x}
{\displaystyle \zeta (3)=\int _{0}^{\infty }{\frac {\pi ^{2}}{14\,x^{2}}}\operatorname {tanh} (x)^{2}\,\mathrm {d} x}
{\displaystyle \zeta (3)=\int _{0}^{\infty }{\frac {\pi ^{2}}{7x}}\tanh(x)\operatorname {sech} (x)^{2}\,\mathrm {d} x}
{\displaystyle \zeta (3)=\int _{0}^{\infty }{\frac {\pi ^{2}x}{7(x^{2}+1)^{2}\operatorname {arsinh} (x)}}\,\mathrm {d} x}

### Funktionalidentitäten
Die Apéry-Konstante kann auch mit der Dirichletschen Lambdafunktion und Etafunktion dargestellt werden:
{\displaystyle \zeta (3)={\frac {8}{7}}\,\lambda (3)={\frac {4}{3}}\,\eta (3)}
Sie taucht ebenfalls als ein Spezialfall der zweiten Polygammafunktion auf, es gilt nämlich:
{\displaystyle \zeta (3)=-{\frac {1}{2}}\psi _{2}(1)}